# Laurent Agache
Laurent Agache (Templeuve, 23 maart 1969) is een Belgisch politicus voor Ecolo.

## Levensloop
Agache is van opleiding burgerlijk bouwkundig ingenieur en ingenieur in de hydrologie aan de Université Catholique de Louvain, diploma's die hij respectievelijk in 1992 en 1994 behaalde. 
Van 1995 tot 1998 was hij ingenieur bij wegenbouwbedrijf Eurovia in het Franse Pas-de-Calais, alvorens hij van 1998 tot 2000 als bouwwerfbeheerder voor het bouwbedrijf Entreprises Jacques Delens werkte. Vervolgens werkte hij van 2000 tot 2001 als werfleider bij de firma Ecoterre in Charleroi, gespecialiseerd in onder meer bodemsanering en grondwerken. Nadien was hij tussen 2001 en 2007 project manager bij twee immobiliënbedrijven. In 2007 richtte hij in Doornik zijn eigen bouwonderneming Start Construction op, waarvan hij sindsdien gedelegeerd bestuurder is.
Sinds 2004 baat Agache eveneens brouwerij Brasserie de Cazeau uit. Die brouwerij was vanaf de achttiende eeuw al zeven generaties lang in het bezit van zijn familie, totdat de brouwactiviteiten in 1969 werden stopgezet. Samen met zijn neef Quentin Mariage blies hij Brasserie de Cazeau nieuw leven in. De brouwerij biedt vijf regionale bieren aan en creëerde drie nieuwe biersoorten, die verschillende keren in de prijzen vielen.
Agache werd zeer actief in het verenigingsleven van de stad Doornik en engageerde zich voor de partij Ecolo, waarvoor hij in oktober 2018 tot gemeenteraadslid van Doornik werd verkozen. 
Bij de Waalse verkiezingen van mei 2019 stond hij als eerste opvolger op de Ecolo-lijst in de kieskring Doornik-Aat-Moeskroen. Vanaf september 2019 zetelde Agache effectief in het Waals Parlement en het Parlement van de Franse Gemeenschap als opvolger van Bénédicte Linard, die tot minister in de Franse Gemeenschapsregering was benoemd. In het Waals Parlement zetelde hij in de commissie Openbaar Ambt, Toerisme en Patrimonium en legde hij zich toe op lokale dossiers in Picardisch Wallonië, zoals de herinrichting van het kasteel van Templeuve, stedelijke infrastructuurwerken in Doornik en de bescherming van de openbare diensten op het platteland. Ook wist hij een voorstel tot resolutie goedgekeurd te krijgen die de verkeersveiligheid voor motorrijders moest verhogen, zowel door de modernisering van het wegennet als door de invoering van een verplichte technische keuring. 
Agache besloot zich niet langer kandidaat te stellen bij de Waalse verkiezingen van juni 2024, om zich meer toe te leggen op zijn brouwersactiviteiten en de lokale politiek in Doornik.